# S. Bálint György
S. Bálint György (Makó, 1881. április 3. – Makó, 1957. szeptember 4.) kisbirtokos.

## Életpályája
Két elemi iskola osztályt végzett. 1908-ban a Makói Gazdasági Egyesület alelnöke, 1922-ben elnöke lett. Az első világháborúban őrmesterként vett részt, és szerb, olasz, román harctereken harcolt. 1925-ben Signum laudis díjjal tüntették ki. 1927-től tagja volt a felsőháznak az Országos Mezőgazdasági Kamara III. kúriájának képviseletében. 1939–1948 között az Országos Mezőgazdasági Kamara III. kúriájának képviseletének felsőházi tagja volt. 1942-ben a kormányzó kormányfőtanácsossá nevezte ki.
Tagja volt a makói "Hangyá"-nak, a Gazdasági Hitelszövetkezetnek, az Országos Mezőgazdasági Kamarának, a makói mezőgazdasági bizottságnak, a Kecskeméti Mezőgazdasági Kamarának, a Csanádvármegyei Gazdasági Egyesületnek.

## Családja
Szülei Bálint Mihály földműves és Görbe Eszter voltak. 1919-ben házasságot kötött Sárkány Annával.

## Művei
- A makói hagymaértékesítés katasztrófája az 1936-37. gazdasági évben (Budapest, 1937)